# Koszelew (Będzin)
Koszelew – część Ksawery, dzielnicy Będzina; dawna kolonia górnicza powstała w XIX wieku w gminie Dąbrowa Górnicza, położona wzdłuż drogi z Będzina do Dąbrowy Górniczej (obecnie ulica Koszelew). 
Nazwa osiedla pochodzi od wybudowanego w 1875 roku szybu Koszelew kopalni węgla kamiennego Ksawery, nazwanego na cześć rosyjskiego urzędnika, Aleksandra Iwanowicza Koszelewa (1806–1883), dyrektora Komisji Rządowej Przychodów i Skarbu. W kolonii dominuje zabudowa jednopiętrowa – bloki (kamienice) pochodzące z XIX wieku; zabudowania mieszkalne należały do kopalni węgla kamiennego Paryż.
W 1923 roku kopalnia Koszelew wraz z koloniami: Ksawera, Warpie, Huty Cynkowe i częścią kolonii Mydlice została odłączona od Dąbrowy Górniczej i wcielono ją do Będzina.